# Anastasía Tzákou
Anastasía Soúla Tzákou (grec moderne : Αναστασία Σούλα Τζάκου), née en 1928 à Thespotikó, morte le 19 décembre 2015 à Athènes est une architecte moderniste grecque. Elle a influencé l'architecture et le design des meubles grecs dans les années 1960.

## Biographie
Sa famille s'installe à Athènes en 1929. De 1947 à 1952, elle étudie l'architecture à l'Université polytechnique nationale d'Athènes (NTUA)  sous la direction de Konstantinos Kitsikis, Panagiotis A. Michelis, Anastássios Orlándos, Dimitris Pikionis et Níkos Chatzikyriákos-Ghíkas. En 1950, dans le cadre de ses études, elle travaille sur des projets pour le ministère de l'Immigration et de la Reconstruction en Épire.
Elle sort majore de sa promotion. En 1952, elle obtient une bourse au concours international de l'École Nationale Supérieure des Beaux-Arts de Paris en 1952. Elle travaille ensuite pendant un an et demi dans le bureau d'architecture de Dimitris Pikionis. Elle analyse les différents types d'habitations dans la colonie d'Aixoni Glyfada et dans le village forestier de Pertouli en Thessalie. L'un des objectifs de ces études est de transposer les savoir-faire de l'architecture grecque traditionnelle dans la conception de l'habitat moderne.
Elle obtient une seconde bourse pour Paris. De 1954 à 1956, elle se spécialise en céramique au centre d'arts appliqués en vallée de Chevreuse avec le sculpteur Philolaos. Elle suit également des cours d'histoire de l'art à l'Université Paris-Sorbonne. Fin 1954, elle participe à la rénovation de l'église Saint-Joseph conçue par Auguste Perret. Du début 1955 à avril 1956, elle travaille dans l'agence d'architecture de Guy Lagneau et Michel Weill sur la version originale du Musée d'art moderne André-Malraux (MuMa) du Havre. Dans le même bureau, elle conçoit un centre social au Cameroun. D'avril 1956 à janvier 1957, elle travaille dans le bureau de Jean Dubuisson à la conception du Musée national des arts et traditions populaires du bois de Boulogne.
De 1957 à 1959, elle travaille pour l'agence de Konstantínos Doxiádis à Beyrouth. Elle conçoit et fabrique ses propres meubles.
De 1960 à 1967, elle travaille au département technique de la Banque nationale de Grèce et entreprend la construction d'agences. À partir de 1960, elle enseigne à l'école d'architecture de l'Université polytechnique nationale d'Athènes (NTUA). En 1981, elle devient la première professeure de l'Université polytechnique nationale d'Athènes (NTUA).
En 2017, les céramiques, objets, meubles d'Anastasia Tzakou sont exposés à Athènes.
En 2021, elle fait partie de l'exposition Frau Architekt à l’Institut Goethe.
En 2024, ses œuvres ainsi que celles de Maríka Zagorisíou et Alexándra Paschalídou-Moréti sont présentées, lors de l'exposition Buone Nuove/Good News. Women changing architecture, initiée par le ministère italien des Affaires étrangères en collaboration avec MAXXI - Musée national des Arts du XXIe siècle, exposée au Musée byzantin et chrétien d'Athènes.
Le Musée Benaki à Athènes conserve les archives d'Anastasia Tzakou.

## Réalisations
- maisons individuelles, Beyrrouth, 1957
- agence bancaire, Livadia, 1963[8]
- agence bancaire, Patras, 1963[9]
- Complexe de quatre maisons individuelles, Filothéi, 1972[10]

## Publications
- Central Settlements of Sifnos, Athènes, 1976
- Greek Traditional Architecture: Sifnos. Melissa Publishing House, Athen 1984,   (ISBN 960-204-187-0).
- Furniture. Design-Applications 1960-1989, Bastas Publications, Athen 2000.
- Triptych: People, land, works, Fotoband, Athen, 2002